# ダンカ・コビニッチ
ダンカ・コビニッチ（Danka Kovinić, セルビア語: Данка Ковинић, 1994年11月18日 - ）は、モンテネグロ・ツェティニェ出身の女子プロテニス選手。これまでにWTAツアーでダブルス1勝を挙げている。自己最高ランキングはシングルス46位、ダブルス67位。身長169cm、体重67kg。右利き、バックハンド・ストロークは両手打ち。

## 来歴
7歳からテニスを始める。2010年にプロに転向。
4大大会では2014年全仏オープンで予選を勝ち上がり初出場した。現時点では2回戦進出が最高成績である。
2015年7月のガシュタイン大会のダブルスでシュテファニー・フォクトと組みWTAツアー初優勝を果たした。シングルスでは2015年10月の天津大会、2016年4月のイスタンブール大会で準優勝している。
2016年リオデジャネイロオリンピックで初めてのオリンピックに出場した。シングルス1回戦でマディソン・キーズに 3–6, 3–6 で敗れた。

## WTAツアー決勝進出結果

### シングルス: 2回 (0勝2敗)
| 大会グレード                  |
| ----------------------------- |
| グランドスラム (0–0)          |
| WTAファイナルズ (0–0)         |
| プレミア・マンダトリー (0–0)  |
| プレミア5 (0-0)               |
| WTAエリート・トロフィー (0-0) |
| プレミア (0–0)                |
| インターナショナル (0–2)      |

| 結果   | No. | 決勝日         | 大会           | サーフェス | 対戦相手                     | スコア        |
| ------ | --- | -------------- | -------------- | ---------- | ---------------------------- | ------------- |
| 準優勝 | 1.  | 2015年10月18日 | 天津           | ハード     | アグニエシュカ・ラドワンスカ | 1–6, 2–6      |
| 準優勝 | 2.  | 2016年4月24日  | イスタンブール | クレー     | ジャグラ・ブユカクジャイ     | 6–3, 2–6, 3–6 |

### ダブルス: 3回 (1勝2敗)
| 結果   | No. | 決勝日        | 大会           | サーフェス | パートナー               | 対戦相手                                      | スコア           |
| ------ | --- | ------------- | -------------- | ---------- | ------------------------ | --------------------------------------------- | ---------------- |
| 優勝   | 1.  | 2015年7月26日 | ガシュタイン   | ハード     | シュテファニー・フォクト | ララ・アルアバレナ ルーシー・ハラデツカ       | 4–6, 6–4, [10–3] |
| 準優勝 | 1.  | 2016年1月9日  | オークランド   | ハード     | バルボラ・ストリコバ     | エリーズ・メルテンス アン＝ソフィー・メスタフ | 6–2, 3–6, [5–10] |
| 準優勝 | 2.  | 2016年4月24日 | イスタンブール | クレー     | クセーニャ・クノル       | アンドレア・ミトゥ イペク・ソイル             | 不戦敗           |

## 4大大会シングルス成績
略語の説明
| W | F | SF | QF | #R | RR | Q# | LQ | A | Z# | PO | G | S | B | NMS | P | NH |

W=優勝, F=準優勝, SF=ベスト4, QF=ベスト8, #R=#回戦敗退, RR=ラウンドロビン敗退, Q#=予選#回戦敗退, LQ=予選敗退, A=大会不参加, Z#=デビスカップ/BJKカップ地域ゾーン, PO=デビスカップ/BJKカッププレーオフ, G=オリンピック金メダル, S=オリンピック銀メダル, B=オリンピック銅メダル, NMS=マスターズシリーズから降格, P=開催延期, NH=開催なし.
| 大会           | 2014 | 2015 | 2016 | 2017 | 2018 | 通算成績 |
| -------------- | ---- | ---- | ---- | ---- | ---- | -------- |
| 全豪オープン   | LQ   | LQ   | 2R   | 2R   | LQ   | 2–2      |
| 全仏オープン   | 1R   | 2R   | 1R   | 1R   |      | 1–4      |
| ウィンブルドン | LQ   | 1R   | 1R   | 1R   |      | 0–3      |
| 全米オープン   | LQ   | 2R   | 1R   | LQ   |      | 1–2      |